# 明和の法論
明和の法論（めいわのほうろん）は、江戸時代中期の明和年間に浄土真宗本願寺派にて発生した法論（教義論争）。当時の西本願寺学林で正統視されていた、浄土真宗の本尊にまつわる学説をめぐり、播磨の学僧・智暹と学林との間で意見が戦わされた。

## 概要
播磨・真浄寺の智暹が1764年（明和元年）に『浄土真宗本尊義』を著し、西本願寺学林で権威とされていた第4代能化・法霖の学説を批判した。法霖は、浄土真宗の本尊を『観無量寿経』に見える立像としていたが、これに対して智暹は『無量寿経』の本尊とすべきであると主張し、また法霖の教えを「一益法門」の異端であると批判した。
智暹の説に学林は反発し、『浄土真宗本尊義』の絶版を本山に要求して紛争となった。1767年（明和4年）、第5代能化・義教を審判として、功存ら学林側と智暹との討論が2度行われたが決着せず、翌1768年（明和5年）には義教と智暹とが死去する。最終的に第17世門主・法如の裁定により学林側の勝利となり、義教の死後に功存が第6代能化となる。